# Itariri
Itariri est une municipalité brésilienne de l'État de São Paulo et la Microrégion d'Itanhaém.